# Kayqubad al III-lea
Alāʾ ad-Dīn Kayqubād bin Farāmurz (în persană علاء الدین کیقباد بن فرامرز), cunoscut mai simplu și drept Kayqubad al III-lea (în turcă veche كَیقُباد سوم) a fost sultan al Sultanatului de Rum între 1298 și 1302. 
De viața sa se leagă una dintre legendele legate de fondarea Imperiului Otoman. Acesta, alături de Osman I, ar fi atacat cetatea Karajanisar, aflată la acel moment sub controlul Imperiului Roman de Răsărit. Kayqubad ar fi fost atacat, pe la spate, de o armată mongolă, temei pentru care i-a încredințat asediul lui Osman care, evident, va reuși să-l ducă la capăt.